# Vídeo per components

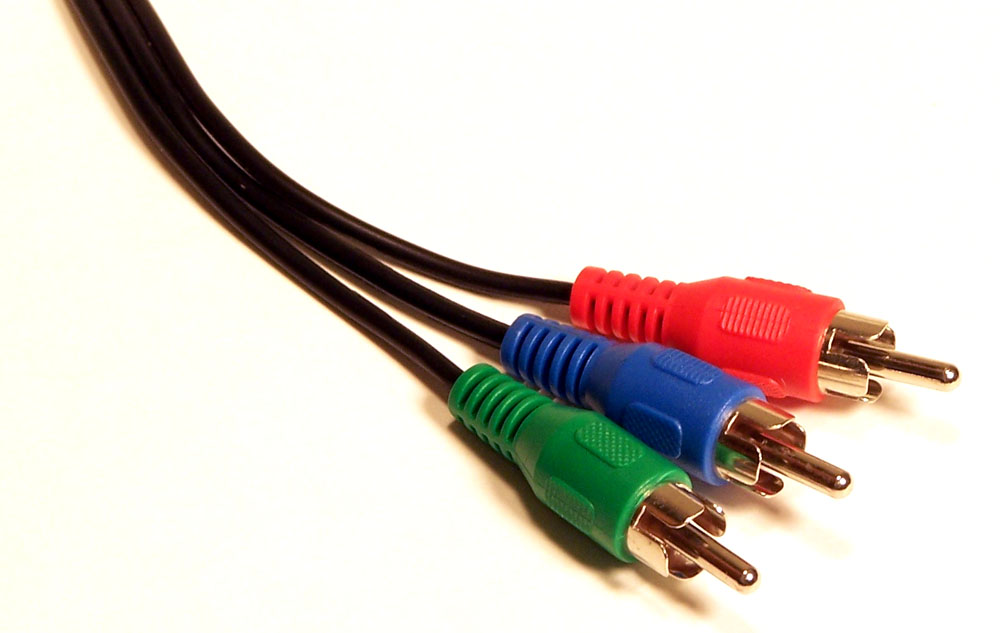
El vídeo per components comporta el senyal de vídeo analògic o digital transmès pel cable de vídeo mostrat a la imatge. Pel cable vermell el component R, pel verd es transmet el component G i pel blau el component B

El senyal de vídeo per components és aquell que s'ha dividit en dues o més components. Popularment, s'utilitza per referir-se a la informació de vídeo analògica que és transmesa o guardada en tres senyals separats. El vídeo per components contrasta amb el vídeo compost (com el PAL o l'NTSC) on la informació de vídeo es troba combinada en un sol senyal de nivell únic. El vídeo per components no porta informació d'àudio i porta els impulsos de sincronisme per separat.
RGB és l'acrònim que designa l'estàndard del tractament del senyal de vídeo pels seus components, fent referència als cables components de vídeo. L'estàndard existeix en la versió de senyal analògic i en la versió de senyal digital, ambdós són semblants, encara que amb diferents nivells de definició de color. Concretament la Color Graphics Adapter i l'EGA del Ordinador personal, en ser digitals, portaven, a part dels senyals separats de sincronisme, un cable per al senyal d'intensitat de color, per tal d'aconseguir una gamma més àmplia de colors.

## Distribució
El RGB requereix uns senyals addicional per a la sincronització de la pantalla de vídeo. S'utilitzen diversos mètodes:
- Sincronització composta, on els senyals horitzontals i verticals es barregen en un fil separat (la S en RGBS)
- Sincronització per separat, a l'horitzontal i vertical cada un en el seu propi cable (la H i V en RGBHV)
- Sincronització sobre el verd, quan un senyal de sincronisme compost se superposa sobre el cable del senyal verd (SOG o RGsB).